# Trichomalopsis heterogynidis
Trichomalopsis heterogynidis är en stekelart som beskrevs av Graham 1984. Trichomalopsis heterogynidis ingår i släktet Trichomalopsis och familjen puppglanssteklar.
Artens utbredningsområde är Frankrike. Inga underarter finns listade i Catalogue of Life.